# Crocidura pachyura
Crocidura pachyura е вид бозайник от семейство Земеровкови (Soricidae).